# NGC 7270
NGC 7270 је спирална галаксија у сазвежђу Пегаз која се налази на NGC листи објеката дубоког неба.
Деклинација објекта је + 32° 24' 11" а ректасцензија 22h 23m 47,5s. Привидна величина (магнитуда) објекта NGC 7270 износи 14,2 а фотографска магнитуда 14,9. Налази се на удаљености од 115,080 милиона парсека од Сунца. NGC 7270 је још познат и под ознакама UGC 12019, MCG 5-52-15, CGCG 494-21, IRAS 22215+3209, PGC 68748.